# Nazionale femminile di pallavolo del Liechtenstein
La nazionale femminile di pallavolo del Liechtenstein è una squadra europea composta dalle migliori giocatrici di pallavolo del Liechtenstein ed è posta sotto l'egida della Federazione pallavolistica del Liechtenstein.

## Rosa
Segue la rosa delle giocatrici convocati per i XVII Giochi dei piccoli stati d'Europa.
| N° | Nome                | Ruolo | Data di nascita   | Nazionalità sportiva |
| -- | ------------------- | ----- | ----------------- | -------------------- |
| 1  | Valeriya Will       | S/O   | 3 ottobre 1987    | Galina               |
| 2  | Michelle Tijkorte   | S     | 4 dicembre 2000   | Galina               |
| 4  | Sandra Kaiser       | L     | 19 febbraio 1986  | Galina               |
| 5  | Ramona Kaiser       | S     | 21 febbraio 1990  | Galina               |
| 6  | Christina Boss      | S     | 25 febbraio 2000  | Galina               |
| 7  | Melanie Meier       | S     | 4 maggio 1993     | Galina               |
| 8  | Tatjana Epple       | P     | 11 maggio 1992    | Galina               |
| 10 | Bianca Van der Helm | S/O   | 16 marzo 1985     | Galina               |
| 11 | Laura Marxer        | C     | 28 novembre 1989  | FC Lucerna           |
| 12 | Melanie Meier       | S     | 4 maggio 1993     | Galina               |
| 14 | Ivona Miličević     | P     | 19 febbraio 1997  | Münsingen            |
| 18 | Belinda Jehle       | P     | 12 settembre 2001 | Galina               |

## Risultati

### Competizioni CEV
| 2000 | 5º posto        | Convocazioni |
| 2002 | 5º posto        | Convocazioni |
| 2004 | 3º posto        | Convocazioni |
| 2007 | 4º posto        | Convocazioni |
| 2009 | 4º posto        | Convocazioni |
| 2011 | 4º posto        | Convocazioni |
| 2013 | non qualificata | -            |
| 2015 | 5º posto        | Convocazioni |
| 2017 | non qualificata | -            |
| 2019 | non qualificata | -            |
| 2022 | non qualificata | -            |
| 2023 | non qualificata | -            |
| 2024 | non qualificata | -            |

### Competizioni zonali
| 1989 | ?               | -            |
| 1991 | ?               | -            |
| 1993 | ?               | -            |
| 1995 | ?               | -            |
| 1997 | ?               | -            |
| 1999 | ?               | -            |
| 2001 | ?               | -            |
| 2003 | 6º posto        | Convocazioni |
| 2005 | 5º posto        | Convocazioni |
| 2007 | 3º posto        | Convocazioni |
| 2009 | 4º posto        | Convocazioni |
| 2011 | 4º posto        | Convocazioni |
| 2013 | non qualificata | -            |
| 2015 | 5º posto        | Convocazioni |
| 2017 | 6º posto        | Convocazioni |
| 2019 | 6º posto        | Convocazioni |